# متفقین جنگ جهانی دوم

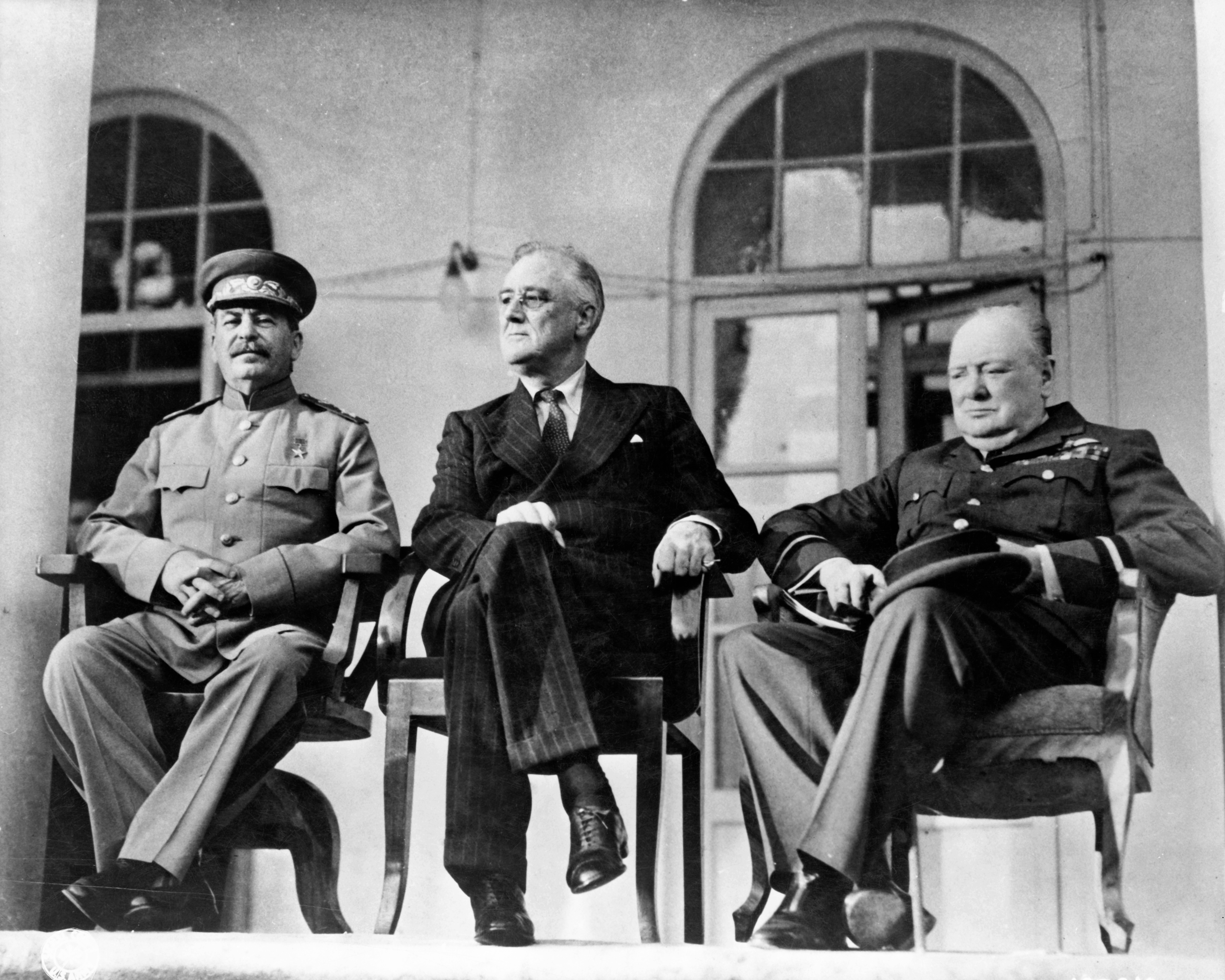
«سه بزرگ»، از راست به چپ: وینستون چرچیل، فرانکلین دلانو روزولت و ژوزف استالینملاقات در کنفرانس تهران سال ۱۹۴۳

متفقین (به انگلیسی: Allies) که از سال ۱۹۴۲ به طور رسمی سازمان ملل متحد نامیده می‌شوند، کشورهایی بودند که در طول جنگ جهانی دوم (۱۹۳۹–۱۹۴۵م / ۱۳۱۸-۱۳۲۴ش) در برابر قدرت‌های محور قرار داشتند. متفقین این اتحاد را با بحران دانزینگ به‌منظور متوقف کردن تجاوز آلمان نازی، پادشاهی ایتالیا و امپراتوری ژاپن به عنوان اقدام ضروری توسعه دادند.
اتفاق موقت ضد-آلمان در آغار جنگ (۱ سپتامبر ۱۹۳۹) شامل فرانسه، لهستان، بریتانیا و اندکی بعد قلمرو همسود (کانادا، استرالیا، زلاندنو، نیوفاندلند و آفریقای جنوبی) می‌شد. اتحاد جماهیر شوروی ابتدا در کشمکش بین متفقین و قدرت‌های محور بی‌طرف باقی‌مانده بود و حتی با آلمان طی قرارداد عدم تجاوز در تهاجم نظامی شوروی به لهستان همکاری کرد، نهایتاً شوروی بعد از مورد تهاجم قرار گرفتن از سوی آلمان و متحدانش در عملیات بارباروسا، ژوئن ۱۹۴۱ به متفقین پیوست. ملحق شدن ایالات متحده دسامبر ۱۹۴۱ بعد از حمله به پرل هاربر توسط ژاپنی‌ها، اتفاق افتاد. به طوری که از ۱۹۴۲، «سه بزرگ» رهبران بریتانیا، اتحاد جماهیر شوروی، و ایالات متحده آمریکا سیاست‌های متفقین را تنظیم می‌کردند؛ روابط مابین بریتانیا و ایالات متحده به‌طور ویژه نزدیک بود، اندکی بعد فرانسه تبدیل به شریک نخست بریتانیا شد، این مهم با حل و فصل آنتانت کوردیال به دست آمد و در واقع پسایند سقوط فرانسه بود، با این وجود این آخرین فرصت بود تا اتحاد انگلیسی-فرانکی به آرمانی دست نیافتنی تبدیل نشود. دیگر متفقین کلیدی شامل چین، راج بریتانیا (هند)، هلند، نروژ، یوگسلاوی و همچنین فرانسهٔ آزاد می‌شدند؛ تعداد دیگری نیز وجود داشت. آن‌ها خودشان را «ملل متحد» می‌نامیدند (و در ۱۹۴۵ سازمان ملل متحد نوین را ایجاد کردند).

## متفقین

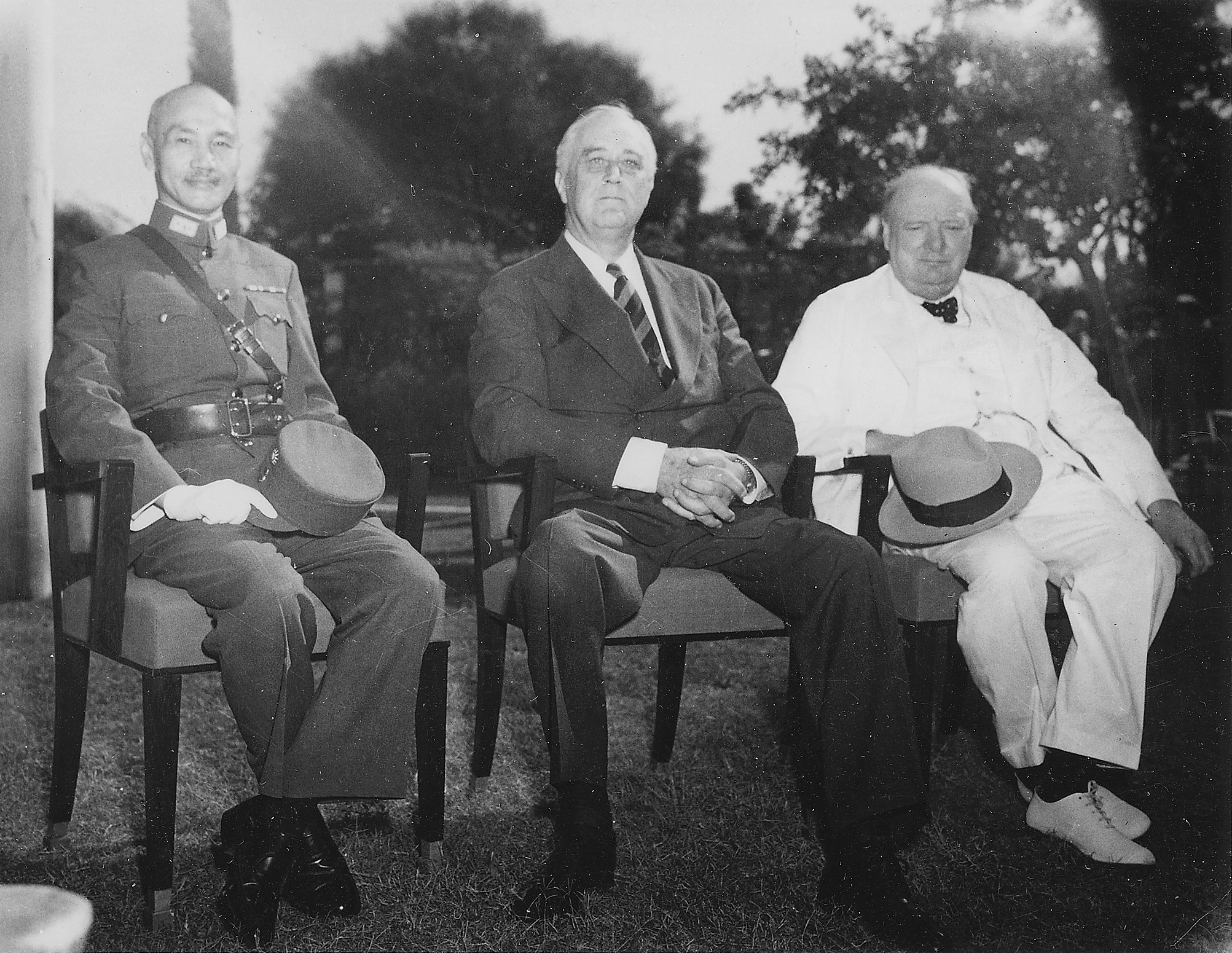
رهبران متفقین جبهه آسیا و اقیانوسیه: سپهسالار چیانگ کای‌شک، فرانکلین دی روزولت و وینستون چرچیل ملاقات در کنفرانس قاهره سال ۱۹۴۳

کشورهای بزرگی که در این اتحاد بودند، از این قرار هستند:
- آمریکا
- شوروی
- بریتانیا
- فرانسه
- چین